# Margareta de Navara
Margareta de Navara (franceză Marguerite d'Angoulême, Marguerite d'Alençon, Marguerite de Valois sau Marguerite de France) (n. 11 aprilie 1492, Angoulême, Poitou-Charentes, Franța – d. 21 decembrie 1549, Odos, Midi-Pyrénées, Franța), aparținând Casei de Valois, a fost regină consoartă prin căsătoria cu regele Henric al II-lea de Navara. Fratele ei a devenit rege al Franței sub numele de Francisc I al Franței.
Margareta este strămoașa Casei de Bourbon ai Franței, fiind mama Ioanei d'Albret, al cărei fiu, Henric de Navara, a devenit regele Henric al IV-lea al Franței, primul rege Bourbon.

## Biografie

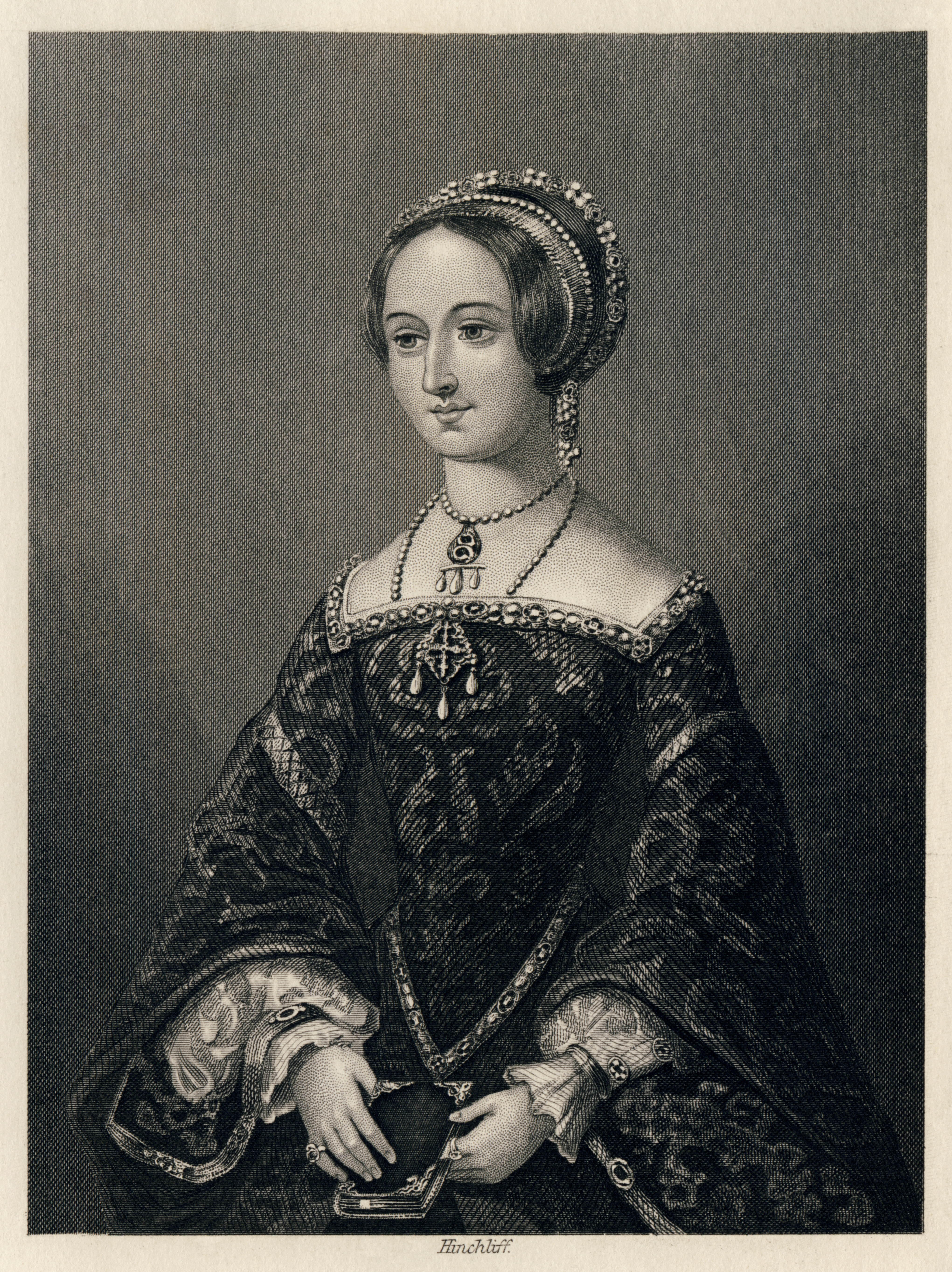
Portret al Margaretei de Navara

Margareta s-a născut la Angoulême la 11 aprilie 1492, ca cel mai mare copil al Louisei de Savoia și Charles, Conte de Angoulême. Tatăl ei a fost descendent al regelui Carol al V-lea al Franței și deci succesor la coroana Franței dacă atât Carol al VIII-lea al Franței cât și moștenitorul prezumptiv, Ludovic I, Duce de Orléans, nu produceau moștenitori masculini. 
La 16 februarie 1488 tatăl ei, Carol, s-a căsătorit cu tânăra Louise în vârstă de 11 ani, fiica lui Filip al II-lea de Savoia și a Margaretei de Bourbon (sora ducelui de Beaujeu). Louise a fost considerată una din cele mai strălucitoare minți feminine ale Franței. Primul lor copil a fost numit Margareta, după mama Louisei.
Doi ani după nașterea Margaretei, familia s-a mutat din Angoulême la Cognac „unde influența italiană era supremă și unde Boccaccio era privit aproape ca un zeu” Fratele Margaretei, Francisc, s-a născut acolo la 12 septembrie 1494.
Margareta a mai avut frați vitregi din relațiile tatălui ei care au crescut alături de ea și de Francisc. (Două fete, Jeanne și Madeleine, s-au născut din lunga relație a lui Carol cu cântăreața Antoinette de Polignac).
Tatăl ei a murit când ea avea aproape paru ani; fratele ei a devenit moștenitorul prezumptiv al tronului Franței. Grație mamei ei, care avea doar 19 ani când a devenit văduvă, Margareta a primit o educație solidă care a inclus și limba latină. Tânăra prințesă era numită Maecenas de învățații regatului fratelui ei.
Când Margareta a împlinit zece ani, Ludovic de Orléans a încercat s-o căsătorească cu prințul de Wales, devenit ulterior regele Henric al VIII-lea al Angliei, însă alianța a fost respinsă cu amabilitate.

## Prima căsătorie
La vârsta de 17 ani, Margareta s-a căsătorit cu Carol al IV-lea de Alençon care avea 20 de ani prin hotărârea regelui Ludovic al XII-lea al Franței (care, de asemenea, a aranjat căsătoria fiicei lui Claude cu Francisc).
Astfel Margareta a fost căsătorită de regele Franței cu un om în general bun însă practic analfabet din punct de vedere politic; „tânăra prințesă radioasă cu ochii albastru-violet ... a devenit mireasa unui om leneș și prostănac”. Din căsătorie nu au rezultat copii.
După decesul reginei Claude, ea le-a luat în grijă pe cele două nepoate Magdalena și Margareta, care s-au aflat în îngrijirea ei și în timpul celei de-a doua căsătorii.

## A doua căsătorie

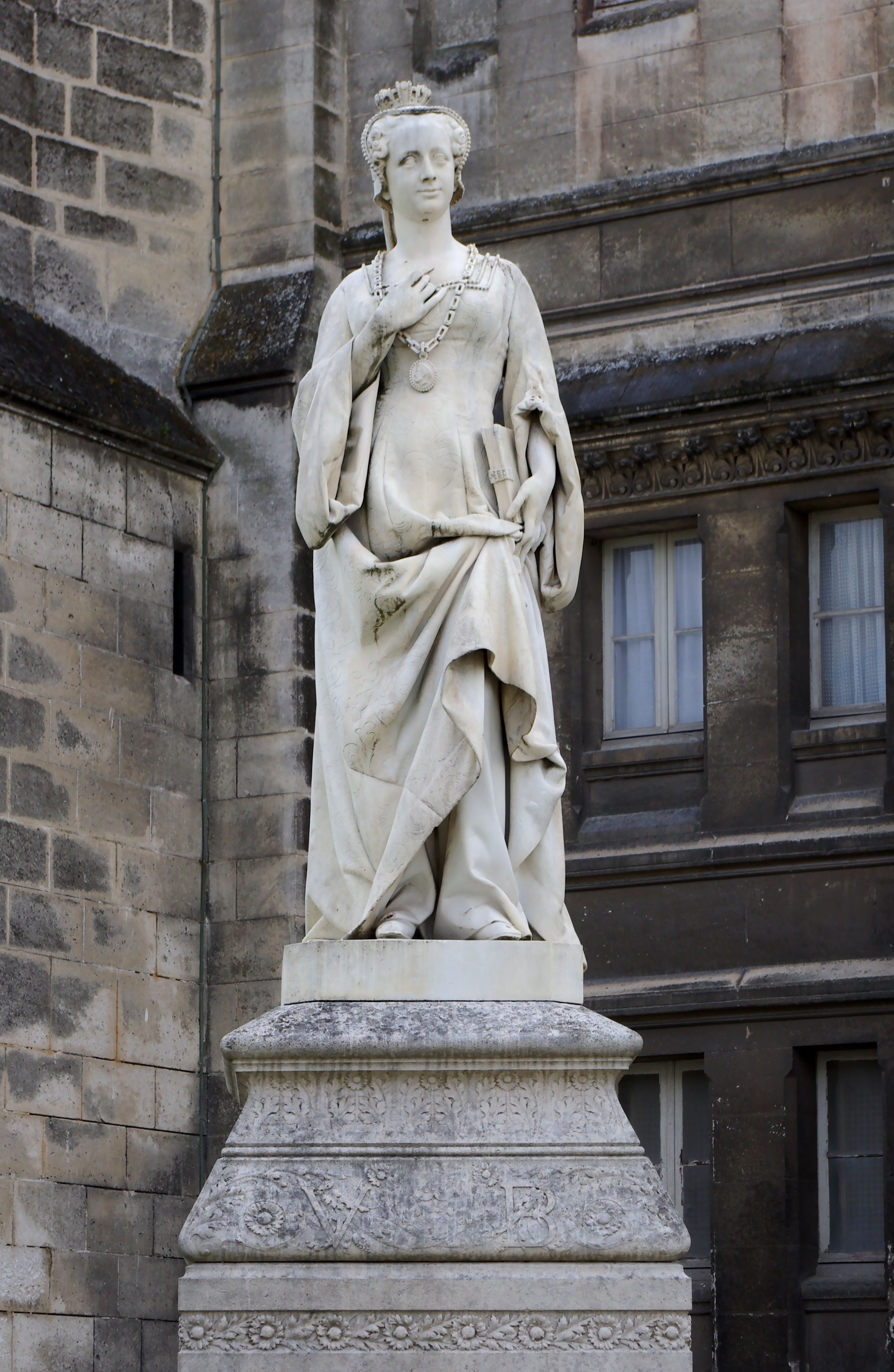
Statuie a Margaretei de Angoulême, în fața primăriei din Angoulême

După moartea soțului ei în 1525, Margareta s-a căsătorit cu Henric al II-lea de Navara. Regele Ferdinand al II-lea de Aragon invadase regatul Navarei în 1512 și Henric domnea doar în Navara Inferioară. La 16 noiembrie 1528 Margareta a născut o fiică, viitoarea Ioana a III-a a Navarei, care a devenit mama viitorului rege Henric al IV-lea al Franței.
Ambasadorul venețian contemporan a lăudat-o pe Margareta deoarece stăpânea toate secretele artei diplomatice. Aventura cea mai remarcabilă a Margaretei a fost implicarea în eliberarea fratelui ei, Francisc I, ținut prizonier în Spania de împăratul Carol al V-lea, Împărat Roman după ce fusese capturat în bătălia de la Pavia în 1525. În cursul perioadei critice a negocierilor, regina Margareta a mers călare prin pădure iarna, douăsprezece ore pe zi, pentru a fi în formă în timp ce noaptea scria scrisori diplomatice. Împăratul Carol al V-lea și cancelarul său, Mercurin Gattinara, nu acceptau răscumpărarea propusă ci doreau retrocedarea Burgundiei deoarece Carol era, cel puțin teoretic, moștenitorul acestui teritoriu prin bunica sa. Misiunea Margaretei nu a reușit însă i-a adus regelui Francisc I o ușurare a condițiilor de prizonierat.
Singurul ei fiu, Jean, s-a născut la Blois la 7 iulie 1530 când Margareta avea 38 de ani, vârstă considerată înaintată după standardele secolului al XVI-lea. Copilul a murit în ziua de Crăciun în același an. Se crede că durerea a motivat-o pe Margareta să scrie controversata ei lucrare Miroir de l'âme pécheresse, în 1531.

## Activitatea literară
Margareta a scris nuvele de moravuri, care au apărut postum (în 1559) sub titlul L'Heptaméron și care urmează tehnica povestirii cu sertare inspirată de Decameronul lui Boccaccio. Nuvelele sunt remarcabile pentru realismul personajelor și finețea motivației psihologice.
De asemenea, a scris versuri (Le miroir de l'âme pécheresse, 1531 - "Oglinda sufletului păcătos"), farse, mistere.